# Троянцы (опера)
«Троя́нцы» (фр. Les Troyens) — опера Гектора Берлиоза в 2 частях, 8 действиях, 10 картинах, на собственное либретто, по мотивам «Энеиды» Вергилия, H 133a. Состоит из двух логически взаимосвязанных частей: «Падение Трои» (в трех действиях) и «Троянцы в Карфагене» (в пяти действиях). Общая продолжительность оперы — более 5 часов. Опера сочетает традиции классического героического эпоса и французского романтизма. Работа над оперой велась в течение двух лет — с 1856 по 1858 год.
Первая постановка «Троянцев в Карфагене» состоялась 4 ноября 1863 года в парижском Лирическом театре (дирижёры: Гектор Берлиоз, Адольф Делофр). «Падение Трои» впервые было поставлено уже после смерти композитора 7 декабря 1879 года в парижском театре «Шатле». Впервые вся дилогия была продемонстрирована публике на немецком языке 6 декабря 1890 года (дирижёр Феликс Мотль) в Придворном театре великого герцога, Карлсруэ (Баден-Вюртемберг, Германия), а премьера дилогии на языке оригинала состоялась в 1906 году в Брюсселе.

## История создания
Берлиоз на протяжении многих лет вынашивал идею создания масштабной оперы, основанной на мотивах героического эпоса Гомера и Вергилия. Он хотел создать грандиозное сочинение, которое рассматривал как «французскую национальную оперу» и дело всей своей жизни.
Композитор стремился при этом утвердить собственный идеал музыкальной драмы, отличающийся от идеала в представлении Вагнера. И хотя в глазах современников и Берлиоз, и Вагнер были яркими фигурами «новой музыки» и единомышленниками, однако в действительности они придерживались совершенно разных музыкальных воззрений.
Вагнер был согласен с мнением Глюка, что «музыка должна играть по отношению к поэтическому произведению ту же роль, какую по отношению к точному рисунку играет яркость красок», он ставил во главу угла именно поэтическую составляющую оперной музыки.
А для Берлиоза сама идея доминирования поэзии над музыкой была кощунственной. Приступив к работе над «Троянцами», он писал:

Эта работа будет очень тяжёлой. Пусть же все боги Вергилия придут мне на помощь, иначе я погиб. Безмерно трудно во всем этом найти музыкальную форму, ту форму, без которой музыка не существует или является всего лишь униженной рабой слова. В этом-то – преступление Вагнера. Он хочет свергнуть музыку с престола, свести её к выразительным акцентам, он преувеличивает систему Глюка (которому самому, к счастью, не удалось следовать своей кощунственной теории). Я за музыку, вами же названную свободной. Да, свободной, гордой, суверенной и победоносной, я хочу, чтобы она завладевала всем, усваивала все, чтобы для неё больше не было ни Альп, ни Пиренеев}}— Из письма Каролине Сайн-Витгенштейн. 12 августа 1856 года. Баден-Баден
К написанию либретто Берлиоз приступил 5 мая 1856 года и закончил его к концу июня. На написание всего произведения ушло чуть менее двух лет — полностью опера была закончена 7 апреля 1858 года. Композитор посвятил оперу Каролине Витгенштейн — гражданской жене Ференца Листа.

## История постановок

### Первая постановка
Справиться с написанием этого колоссального труда оказалось легче, чем добиться его театральной постановки.
В своих мемуарах Берлиоз в мельчайших деталях описывает то разочарование, которое он испытал из-за отсутствия должного интереса со стороны театрального руководства.
Оперным театром в настоящий момент заведует один из моих старых друзей, придерживающийся по отношению к моему стилю — стилю, которого он никогда не знал, а потому и не может оценить, — самых странных воззрений. Оба заведующих музыкальной частью, находящихся под его началом, мои враги. Оградите меня, Ваше Величество, от моего друга, а от врагов, как говорит итальянская пословица, я и сам уберегусь… Я не могу доверить мою работу оценке людей, чьи взгляды затемнены предубеждениями и предрассудками и чьё мнение поэтому не имеет для меня никакого авторитета.

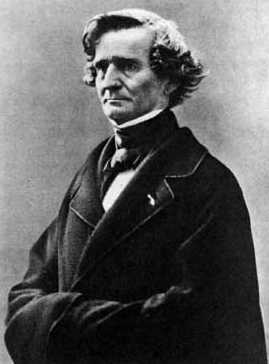
Гектор Берлиоз. Январь 1857

Через пять лет безуспешных попыток (с 1858 по 1863 год) добиться постановки «Троянцев» на сцене Французского Оперного театра, устав от ожидания, Берлиоз согласился на меньшую сцену.
Началось приготовление к постановке оперы в небольшом парижском «Театре-Лирик». Вместе с тем руководство театра, испугавшись больших размеров произведения, настаивало на том, чтобы композитор разделил его на две части. Имеющейся театральной труппы не было достаточно для полноценной постановки, не удавалось найти исполнительницу роли Кассандры. В результате директор театра Леон Карвальо решил оставить только вторую часть оперы и лишь при условии значительной её переработки.
О моя благородная Кассандра, моя героическая дева! Я вынужден покориться, я тебя никогда не услышу
Премьера второй части «Троянцев», сюжетной осью которой стала трагическая история любви Дидоны и Энея, состоялась 4 ноября 1863 года. К тому времени авторитет Берлиоза в артистических кругах Франции был уже очень велик, хотя многочисленные ряды его поклонников уравновешивались не менее внушительной армией открыто выступающих противников. Потому и не осуществилась мечта автора о полномасштабной постановке всей оперы. И тем не менее премьера состоялась, и публика буквально штурмовала здание театра на площади Шатле.
Говорят, что г-н Берлиоз был неправ, выбирая этот древний сюжет; что он не в точности передал содержание „Энеиды“… Но г-н Берлиоз прежде всего не драматург, а музыкант, в течение многих лет, уже успевший поседеть, наталкивающийся на скептицизм современников; убеждённый в своей правоте художник, тщетно стучащийся в закрытые двери… 

Сценография — великолепная, все сверкает и блещет — и костюмы, и декорации. Исполнение добросовестное и старательное; хор доблестно справился с непростыми задачами. Во всем чувствуется взгляд и слух маэстро.
.
Первая постановка «Троянцев в Карфагене» имела неплохой успех, в общей сложности были даны 22 представления. Но первая часть дилогии ждала своего часа ещё 16 лет. Наконец в год десятилетия со дня смерти Берлиоза 7 декабря 1879 года состоялось концертное исполнение «Падения Трои» в парижском театре «Шатле».
В 1899 году попытку освоить произведение Берлиоза (точнее — его вторую часть «Троянцы в Карфагене») предпринял Большой театр (дирижёр Ипполит Альтани). Спектакль прошёл 12 раз и в 1904 году был снят с репертуара. Несмотря на значительный интерес в музыкальных кругах, «Троянцы» не оставили заметного следа в истории русского оперного искусства.
Премьера полной версии оперы состоялась в Германии. В декабре 1890 года дирижёр Феликс Мотль исполнил «Троянцев» в Карлсруэ на немецком языке. Только в 1906 году состоялась премьера оперы на французском языке в Брюсселе. Первое во Франции исполнение оперы в один вечер, лишь с несущественными, санкционированными самим автором купюрами, состоялось 6 февраля 1920 года в Руане.

### Последующие постановки и всемирное признание
Историческое возрождение шедевра Берлиоза началось только во второй половине XX столетия. В 1957 году Рафаэль Кубелик, бывший тогда музыкальным директором «Ковент-Гардена», исполнил в этом театре дилогию, после чего постепенно началось её триумфальное шествие по мировым оперным сценам.
В 1969 году к 100-летию со дня смерти Берлиоза появилось полное издание партитуры «Троянцев». В том же году опера была поставлена в полном виде в «Ковент-Гардене» (дирижёр Колин Дейвис).
В 1973 году Кубелик, ставший к тому времени музыкальным директором Метрополитен-опера, исполнил здесь «Троянцев». Среди важнейших постановок также спектакли Венской «Штаатсопер» (1976), «Ла Скала» (1982), франкфуртская постановка 1983 года (дирижёр Михаэль Гилен). В том же[каком?] году новую постановку осуществил Метрополитен-опера (дирижёр Джеймс Ливайн). «Троянцы» исполнялись на открытии парижской Оперы Бастилии в 1990 году (дирижёр Мюнг Ван Чунг).
Летом 2000 года опера ставилась в рамках Зальцбургского фестиваля (дирижёр Сильвен Камбрелен).
В том же году была осуществлена российская постановка полной оперы, которая была представлена на сцене театра оперы и балета Санкт-Петербургской консерватории под руководством Сергея Стадлера 6 октября 2000 года. Продержалась в репертуаре она ещё меньше, чем дореволюционная постановка и вскоре была снята.
31 октября 2009 года во дворце искусств королевы Софии (Валенсия) состоялась премьера футуристической совместной с Мариинским театром постановки «Троянцев», в которой Троянский конь представлен компьютерным вирусом, ломающим операционную систему Трои. Эней в этой постановке спасается на космическом корабле и улетает на Марс. В этой опере особенно яркими исполнителями, по признанию критики, стали Алексей Марков (Хореб), Екатерина Семенчук (Дидона), Злата Булычева (Анна), Екатерина Попова (Кассандра). Премьера в Мариинском театре состоялась 25 декабря 2009 года. Музыкальный руководитель — Валерий Гергиев, режиссёр-постановщик — Карлус Падрисса, художник-видеографик — Франк Алеу, художник-постановщик — Ролан Ольбетер, художник по костюмам — Чу Урос, художник по свету — Питер ван Прэт, хореограф — Эмиль Фаски, ответственный концертмейстер — Наталия Мордашова, главный хормейстер — Андрей Петренко.
Премьера ещё одной постановки состоялась 25 декабря 2009 года в Мариинском театре. Музыкальный руководитель и дирижёр — Валерий Гергиев. Постановка была осуществлена при участии Оперы Валенсии и Польской национальной оперы. Постановка Мариинского театра стала значительным шагом в создании русской традиции исполнения «Троянцев».

## Действующие лица

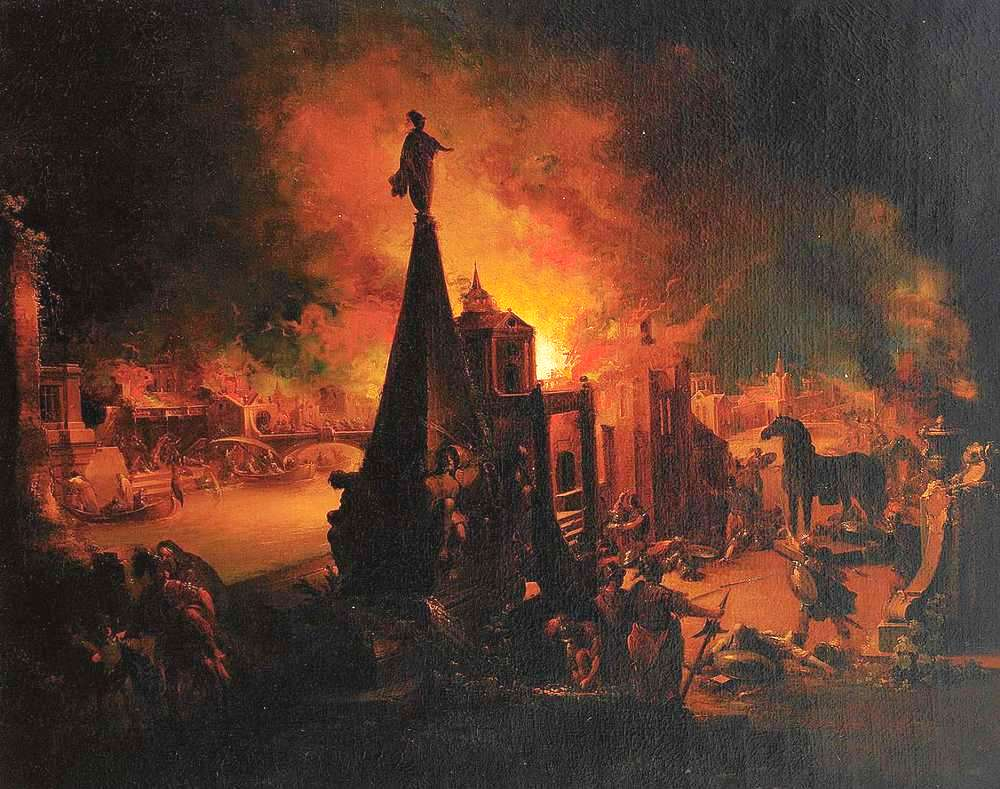
И. Г. Траутманн. «Пожар Трои»

| Партия                                                                  | Голос         | Исполнитель на премьере (Исполнение 3-5 актов) 4 ноября 1863 (Дирижёры: Адольф Делоффр и Гектор Берлиоз) | Исполнитель на премьере полной версии 6-7 декабря 1890 (Дирижёр: Феликс Мотль) |
| ----------------------------------------------------------------------- | ------------- | --- | ------------------------------------------------------------------------------ |
| Эней (Énée), троянский полководец, сын Венеры и Анхиса                  | тенор         | Жюль-Себастьен Монжоз                                                                                    | Альфред Оберлендер                                                             |
| Кассандра (Cassandre), троянская пророчица, дочь царя Приама            | меццо-сопрано | | Луиза Ройсс-Бельце                                                             |
| Хореб (Chorèbe), молодой азиатский принц, жених Кассандры               | баритон       | | Марсель Корд                                                                   |
| Пантей (Panthée), троянский жрец, друг Энея                             | бас           | Перон | Карл Небе                                                                      |
| Приам (Priam), царь Трои                                                | бас           | |                                                                                |
| Гекуба (Hécube), царица Трои, жена царя Приама                          | сопрано       | | Полина Майак                                                                   |
| Эленус (Hélénus), троянский жрец, сын Приама                            | тенор         | | Герман Розенберг                                                               |
| Греческий военачальник                                                  | бас           | | Фриц Планк                                                                     |
| Асканий (Ascagne), сын Энея                                             | сопрано       | Эстажель                                                                                                 | Августа-Элиза Харлахер-Рупп                                                    |
| Дидона (Didon), царица Карфагена, вдова Сихея, царя Тира                | меццо-сопрано | Анн-Арсен Шартон-Демёр                                                                                   | Полина Майак                                                                   |
| Анна (Anna), её сестра                                                  | контральто    | Мари Дюбуа                                                                                               | Кристина Фридляйн                                                              |
| Нарбал (Narbal), советник Дидоны                                        | бас           | Жюль Пети                                                                                                | Фриц Планк                                                                     |
| Иопас (Iopas), придворный поэт царицы Дидоны                            | тенор         | Де Керси                                                                                                 | Герман Розенберг                                                               |
| Поликсена (Polyxena)                                                    | сопрано       | | Аннетта Хеллер                                                                 |
| Тень Гектора (L’ombre d’Hector), греческий герой, видение Энея и Дидоны | бас           | |                                                                                |
| Гилас (Hylas), молодой фригийский моряк                                 | тенор         | Кабэль                                                                                                   | Вильгельм Гуггенбюлер                                                          |
| Меркурий                                                                | бас           | |                                                                                |
| Два троянских солдата                                                   | бас, баритон  | Гийо, Тест                                                                                               |                                                                                |
| Андромаха (Andromache), вдова Гектора                                   | без пения     | |                                                                                |
| Астианакс, сын Гектора и Андромахи                                      | без пения     | |                                                                                |

## Состав оркестра
| Деревянные духовые - Пикколо - 2 Флейты (одна заменяется Пикколо) - 2+3 Гобоя (один заменяется Английским рожком) - 2 Кларнета (один заменяется Бас-кларнетом) - 4 Фагота | Медные духовые - 4 Валторны - 2 Трубы - 2 Корнета - 3+3 Тромбона - Офиклеид (или Туба) - 2 Сопранино-Саксгорна - 2 Сопрано-Саксгорна - 2 Альт-Саксгорна - 2 Тенор-Саксгорна - 2 Контрабас-Саксгорна | Ударные - Литавры - Треугольник - Большой барабан - Тарелки - Бубен - Кротали - Там-там - Дарбука | Струнные - 6-8 Арф |

## Содержание

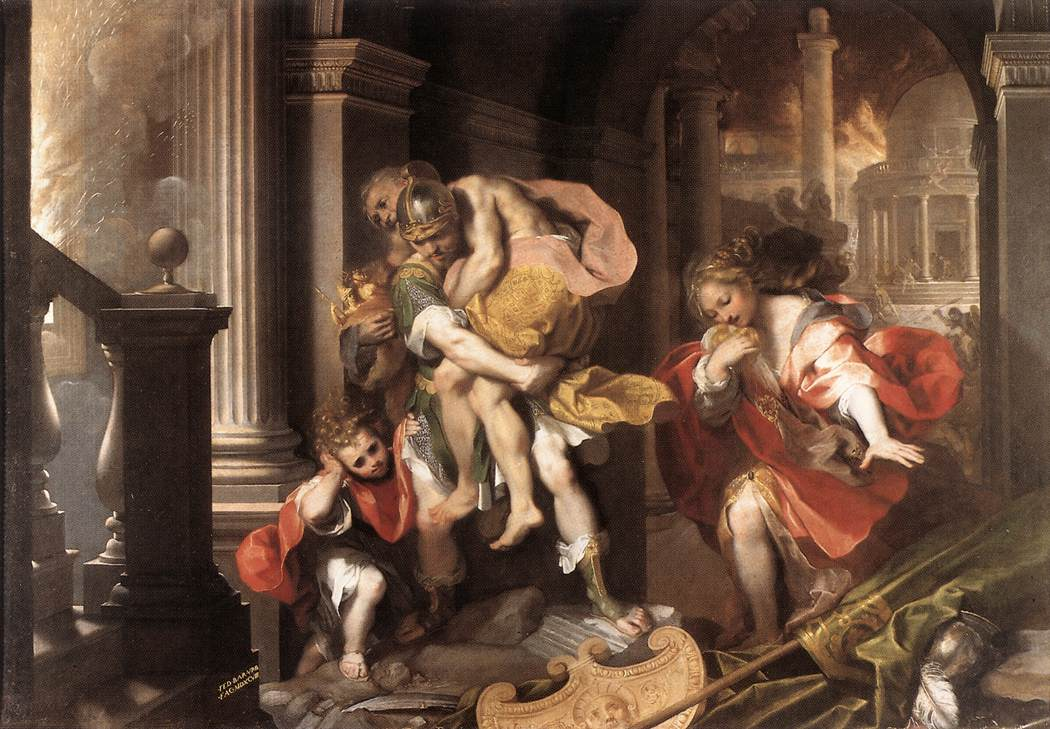
Федерико Бароччи. Бегство Энея из Трои

## Оценки современников
Берлиоз не относился к числу непризнанных при жизни творцов, но для современников он был, в первую очередь, гением симфонической музыки. И изменить это не удалось даже грандиозным «Троянцам», сценическая история которых при жизни композитора оказалась особенно печальной. Его новаторские находки, зачастую опережавшие время (например пренебрежение совершенными кадансами), для многих были непонятны и неприемлемы. Для одних он был неоценённым гением, непризнанным реформатором, другие, напротив, видели в нём человека, полного абсурдных предрассудков, математика в музыке, который ничего не создавал по вдохновению. Свою роль сыграла и ориентация на устаревший жанр французской «большой оперы», и выбор сюжета из античной мифологии, которая к тому времени вышла из моды и не успела вновь приобрести популярность, позднее возвращённую ей операми Штрауса, Орфа, Мийо, Стравинского. Поэтому и оценки его творчества часто носили диаметрально противоположный характер, что во времена Берлиоза явилось фатальным фактором, из-за которого многие десятилетия опера пребывала практически в полной безвестности.

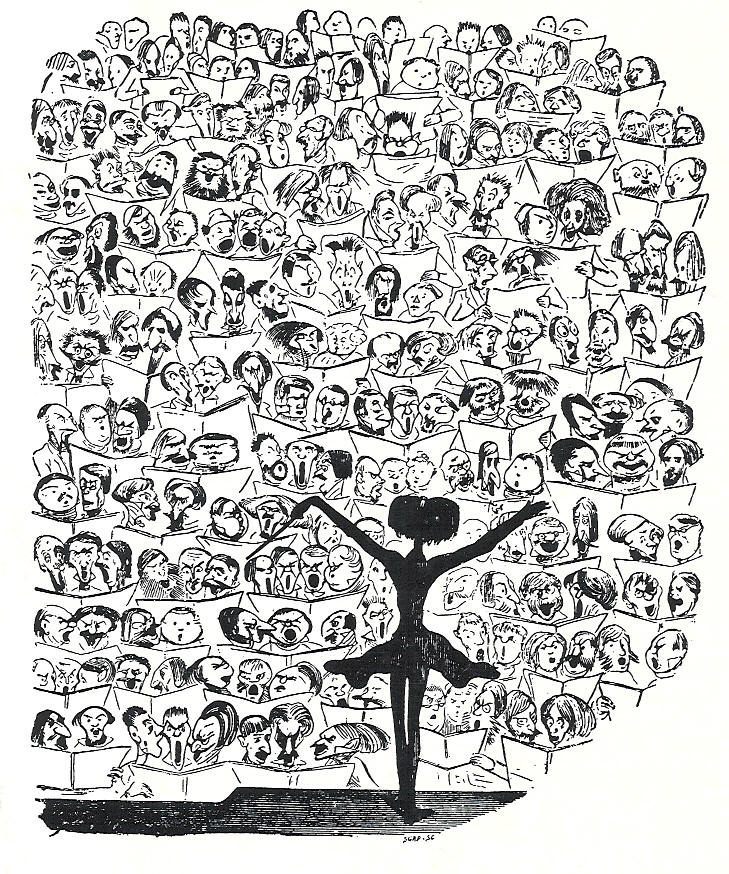
Берлиоз-дирижёр. Карикатура Гюстава Доре. 27 июня, 1850

На беду г-на Берлиоза, его не в меру ретивые защитники в большинстве своем являются абсолютными невеждами в музыке: это поэты, художники, зачастую вполне сомнительного достоинства; люди абсолютно неспособные обосновать своё мнение, не обладающие достаточным музыкальным образованием. И поэтому им не удается разъяснить мне то, что остаётся совершенно непостижимым: какое такое очарование исходит от музыки, в которой начисто отсутствуют кадансы? 

Кадансом мы называем окончание музыкальной фразы. Это цезура, передышка, остановка. Есть два вида кадансов — совершенные и несовершенные, завуалированные, сорванные… Излишне говорить, что кадансы совершенные гораздо важнее и встречаются намного чаще: именно они определяют тональность и дают слушателю возможность в прямом смысле передохнуть. Однако г-н Берлиоз признает и пользуется только cadances evites. Фраза начинается и не заканчивается… Вообразите какую-нибудь книгу, где в одной главе на множество страниц развивается одна-единственная фраза. О начале следующей главы не думается. То же и в «Троянцах»: целый акт представляет собой одну-единственную фразу. Правда, немногим бедолагам, лишённым музыкального чувства, от этого хоть бы хны: они не обладают интуицией, и их не утомляет отсутствие структуры в музыке… И как это ни обидно для г-на Берлиоза, это и есть самые преданные его поклонники.
— Auguste Durand 
L'Esprit Public, 13 ноября 1863

## Известные музыкальные отрывки

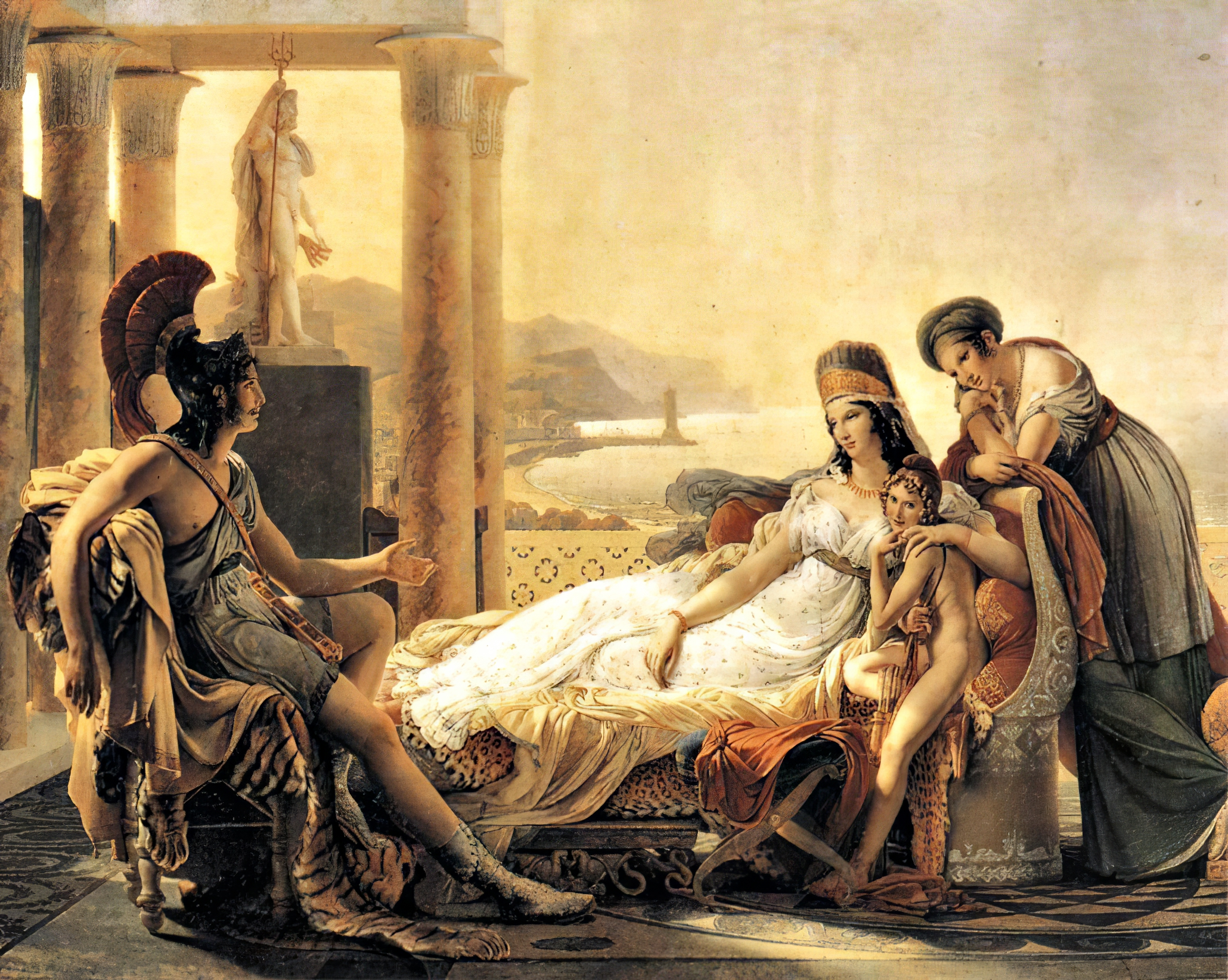
Пьер Нарцис Герен. Эней и Дидона

- Ha! Ha! Apres dix ans passés dans nos murailles — Ха! Ха! После десяти лет, проведённых в наших стенах.
- Les Grecs ont disparu! — Греки исчезли. (Монолог Кассандры)
- Signes trompeurs! Calme perfide! — Обманчивые знаки! Коварный покой! (Дуэт Кассандры и Хореба)
- Marche troyenne. — Троянский марш. — (Единственный лейтмотив в опере)
- Cassandre, avec toi nous mourons ! — Кассандра, мы умрем вместе с тобой! (Хор троянок)
- Les Troyens a Carthage. Prélude. — «Троянцы в Карфагене». Вступление
- Gloire à Didon. — Слава Дидоне. (Хор жителей Карфагена)
- Les chants joyeux, l’aspect de cette noble fête. — Радостное пение, вид благородного праздника. (Дуэт Дидоны и Анны)
- Marche troyenne dans le mode triste. — Троянский марш в миноре
- Danse des esclaves. — Балет нубийских рабов
- Assez, ma sœur/ Ô blonde Cérès. — Довольно, сестра моя/ О белокурая Церера. (Ария Иопаса)
- Nuit d’ivresse et d’extase infinie! — Ночь бесконечного упоения и экстаза. (Дуэт Дидоны и Энея)
- Inutiles regrets! … je dois quitter Carthage! — Бесполезны сожаления! Я должен покинуть Карфаген! (Ария Энея)
- Ah! Ah! je vais mourir! — Я скоро умру (Ария Дидоны)
- Ah! au secours! au secours! la reine s’est frappée! — На помощь! Царица закололась! (Дидона, Анна, Финальный хор)

## Избранные аудиозаписи
| Год записи | Исполнители: Эней, Хореб, Пантей, Нарбал, Иопас, Илас, Асканий, Кассандра, Дидона, Анна                                                                     | Дирижёр, хор, оркестр | Звукозаписывающий лейбл                                                                                  |
| ---------- | --- | --- | --- |
| 1969       | Джон Викерс, Питер Глоссоп, Энтони Раффелл, Рожер Суайе, Иэн Патридж, Райленд Дэвис, Энн Хауэллс, Берит Линдхольм, Джозефин Визи, Хизер Бегг                | сэр Колин Дэвис, Оркестр и хор Королевского театра Ковент-Гарден (Лондон)                                                           | Студийная аудиозапись: Philips Records Cat: 416 432-2 (CD) Cat: 6709 002 (LP) Cat: U 9002 (Reel-To-Reel) |
| 1983       | Пласидо Доминго, Алан Монк, Джон Чик, Пол Плишка, Даглас Элстедт, Филип Крич, Клаудия Катания, Джесси Норман, Татьяна Троянос, Жослин Тайон                 | Джеймс Ливайн, Оркестр и хор - Метрополитен Опера (Нью-Йорк)                                                                        | Живая видеозапись: Deutsche Grammophon Cat: 00440 073 4310 (DVD) Pioneer Artists Cat: PA-85-137 (LD)     |
| 2000       | Бен Хеппнер, Петер Маттеи, Тигран Мартиросян, Стивен Миллинг, Кеннет Тарвер, Тоби Спенс, Изабель Кальс, Петра Ланг, Мишель де Янг, Сара Мингардо            | Сэр Колин Дэвис, Лондонский симфонический оркестр, Лондонский симфонический хор                                                     | Живая аудиозапись: LSO Live Cat: LSO0010 (CD)                                                            |
| 2003       | Грегори Кунде, Людовик Тезье, Николя Тесте, Лоран Наури, Марк Пэдмор, Топи Лехтипуу, Стефани д’Устрак, Анна Катерина Антоначчи, Сьюзен Грэм, Рената Покупич | Джон Элиот Гардинер, Революционно-романтический оркестр (Великобритания), Хор Монтеверди (Великобритания), Хор театра Шатле (Париж) | Живая видеозапись: Opus Arte Cat: OA 0900 D (DVD)                                                        |

## Избранные видеозаписи
| Год записи | Исполнители: Эней, Хореб, Пантей, Нарбал, Иопас, Илас, Асканий, Кассандра, Дидона, Анна                                                                | Дирижёр, хор, оркестр             | Режиссёр        | Звукозаписывающий лейбл |
| ---------- | --- | --------------------------------- | --------------- | ----------------------- |
| 2000       | Джон Вилларс, Рассел Браун, Тигран Мартиросян, Роберт Ллойд, Илья Левинский, не указано, Гаэль Ле Руа, Дебора Поласки (Кассандра и Дидона), Ивонна Нэф | Сильвен Камбрелен, Оркестр Парижа | Херберт Вернике | ArtHaus                 |